# 北島優
北島 優（きたじま ゆう、1984年12月1日 - ）は、日本のAV女優。
神奈川県出身、趣味はウエイトトレーニング。

## 略歴
AVデビュー前にはお菓子系アイドルとして活動していた。
2004年4月、マックス・エーからAVデビュー作の『YOU My LOVE 北島優』発売。
2005年、セルメーカーのエスワンに移籍。セルデビュー作は『セル初×ギリモザ』。
2006年5月、『ハーレム女王様』（MOODYZ）の発売をもって引退した。

## 作品
- YOU My LOVE （2004年4月23日、マックス・エー）
- 北島優の超アイドル宣言!! （2004年5月21日、マックス・エー）
- お気に召すまま （2004年6月25日、マックス・エー）
- 妹の秘密 （2004年7月27日、マックス・エー）
- 熱帯ヌード （2004年8月27日、マックス・エー）
- 淫口 （2004年9月24日、マックス・エー）
- ようこそMax Cafeへ! （2004年10月26日、マックス・エー）
- 碧い想い出 （2004年11月26日、マックス・エー）
- 猥褻ベビードール （2004年12月24日、マックス・エー）
- YOU The Pretty （2005年1月25日、マックス・エー）
- 催淫（2004年02月25日、マックス・エー）
- フィナーレ （2005年3月25日、マックス・エー）
- セル初×ギリモザ ギリギリモザイク （2005年6月7日、エスワン）
- ギリギリモザイク 優との共同生活は24時間セックスざんまい! （2005年7月7日、エスワン）
- ギリギリモザイク 6つのコスチュームでパコパコ! （2005年8月7日、エスワン）
- ギリギリモザイク はげましセックス （2005年9月7日、エスワン）
- ギリギリモザイク 優のセックスじっくり見せちゃう♥ （2005年10月7日、エスワン）
- ギリギリモザイク 学校でセックスしよっ♥ （2005年11月7日、エスワン）
- ギリギリモザイク ネットリ濃厚セックス （2005年12月19日、エスワン）
- ギリギリモザイク 妄想的特殊浴場 本指名 北島優 （2006年1月19日、エスワン）
- ギリギリモザイク 絶頂! イキまくり潮吹きFUCK （2006年2月19日、エスワン）
- 拷問くらぶ 淫口破壊編 （2006年3月13日、MOODYZ acid）
- Wキャスト（喜田嶋りお） （2006年4月13日、MOODYZ REAL）
- ハーレム女王様 （2006年5月13日、MOODYZ acid）※引退作[3]

## 出演

### テレビ
- Peach-Pit 桃のたね（MONDO TV）

## 書籍
- ALL OF YOU ～キミノスベテヲ。（2004年4月5日、英知出版）
- I LOVE 優（2004年7月26日、リイド社）